# Darrieusova turbina
Darrieusova turbina ili Darrieus-ov rotor je vrsta vjetroturbina koja radi po načelu flotacije. Za razliku od konvencionalnih vjetroturbina os rotacije je okomita na smjer vjetra jer se obično gradi okomito. Zahvaljujući tome rad vjetroelektrana ne ovisi o smjeru vjetra.
Turbinu je patentirao francuski inženjer Georges Jean Marie Darrieus 12. kolovoza 1931.

## Vanjske poveznice
- Universität Stuttgart (engl.)